# Dinobotok
A Dinobotok a Transformers univerzum kitalált, dinoszauruszokká és egyéb őslényekké alakuló alcsoportja. Rendszerint az első öt, Autobot állampolgárságú szereplőre alkalmazzák a megnevezést, ám több Dinobot csoport is létezik a különböző Transformers univerzumokban.

## Történetük

### Marvel képregény
Miután lezuhant a Földre az Autobot űrhajó, a Bárka, úgy tűnt, mindenki meghalt. Sokkoló álca vezér elindult a Földre, hogy legyőzze ellenségeit. Megérkezett a Földre kb i.e. 4 millió évvel ezelőtt. A Bárka érzékelte a veszélyt, és sürgősen nekilátott 5 Autobot harcos felélesztéséhez. Előtte azonban kiküldött egy szondát, hogy feltérképezze a terepet és kiderítse, mi az uralkodó életforma a bolygón. A szonda a dinoszauruszokat gondolta annak, így miután visszatért, az űrhajó elkezdte az 5 kiválasztott robotot átépíteni úgy, hogy képesek legyenek dinoszaurusszá átváltozni. Így születtek meg a dinobotok. Elindultak elpusztítani Sokkolót, ám nem jártak sikerrel. Egyikük, Acsargó vigyázatlansága miatt leomló hegy mindannyiukat betemette. Több mint 4 millió évvel később Racsni kereste meg őket, hogy segítsenek neki legyőzni Megatront.
Később az Üstökös nevű álca elleni harc során pusztultak el a 12. részben. Racsni a 16. részben az álca technológiát felhasználva újraélesztette Mogorvát, a dinobotok parancsnokát. Mogorva később társai érdekében szembefordult Optimusz Fővezérrel, elhagyta a Bárkát, és egy tiltott bolygóra szökött. Itt felélesztette harcosait egy nukleon nevű szerrel. Unikron Kibertron elleni támadását túlélték, és megküzdöttek a mélyben lakó démonokkal. A harc közben derült ki a nukleon káros mellékhatása: Mogorva újjászületett egy új, erősebb alakban, ám alakváltoztató képességét örökre elvesztette!

### Sunbow rajzfilmsorozat (G1)
A Dinobotok a rajzfilm első évadában tűntek fel, eredettörténetük teljesen más, mint a képregényben. Az Autobotok a Bárka közelében dinoszaurusz kövületeket fedeztek fel, mire Kerék, az Autobotok feltalálója, a fejébe veszi, hogy az erős dinoszauruszok mintájára három új robotot készít. Ők lettek Mogorva, Iszap és Salak. Sajnos alkotásai túl hűek voltak az alapmintákhoz, hiszen mesterséges agyuk éppoly kicsiny lett, mint az ősállatoké. Az elvadult Dinobotok veszélyt jelentettek társaikra, ezért elzárták őket. Később, mikor Optimusz és csapata bajba került, újból hozzájuk fordultak, és sikeresnek bizonyultak az Álcák elleni harcban.
Egy alkalommal Megatron a befolyása alá kerítette őket, így két új Dinobotot építettek (Roham és Acsargó), hogy ismét az Autobotok segítségére siessenek. Ezt követően a Bárka elzárt részein laktak, és csak vonakodva segítettek az Autobotoknak.
A Dinobotok hatalmas erejükről, lassú észjárásukról és furcsa beszédstílusokról voltak nevezetesek (harmadik személyben utaltak magukra). A rajzfilm harmadik évadjában Mogorva kivételével háttérszereplőkké váltak. A Dinobotok önjelölt vezére pedig immár humoros, gyermekbarát szereplőként jelent meg, aki csak nagy ritkán változott át robot alakjába.

## ATransformers: Animatedrajzfilmsorozat
Ebben a rajzfilmben mindössze három Dinobot szerepelt: Grimlock (Mogorva), Snarl (Acsargó) és Swoop (Roham). A korábbi, rajzfilmes inkarnációikra alapozták őket, ennek megfelelően csökkent értelmi képességű barbárok voltak. Egyedül Grimlock tudott beszélni.
Vidámparki robotokból jöttek létre, melyeket Sumdac professzor alakított át az őt átverő Megatron javaslatára. A robotok elvadultak, és amikor az Autobotok, valamint a Sari Sumdac nevű lány elektromágneses sugárzással és az Örök Szikra erejével bombázta őket, műbőrük leégett, de belsejükben egy éltető Szikra alakult ki. Két Autobot, Prowl (Portyázó) és Bulkhead titokban egy szigetre csempészték őket, ahol szabadon élhettek.
A Dinobotok több gonosztevő hatalmába kerültek. A savas testű Meltdown és a Blackarachnia nevű álca is a szolgáivá tette őket különböző módokon – az előbbi kínzással, az utóbbi pedig női vonzerejével.
Amikor az autobotok visszatértek otthonukba, Kibertronra, a Dinobotok nem tartottak velük.

## ATransformersélőszereplős mozifilmek
A Dinobotok megjelennek a Michael Bay rendezte élőszereplős Transformers filmsorozat negyedik részében. E megjelenésükben a Dinobotok óriási állatokká változnak, akik mellett a normál Autobotok eltörpülnek. Állat-módjuk nem pontos másolata a valóságban létezett őslényeknek, Mogorva például egy szarvas fejű Tyrannosaurusszá, Strafe pedig egy kétfejű, kétfarkú repülő hüllővé alakul.

## Egyéb Dinobot csoportok

### Beast Machines
A történet szerint a Beastiák Háborúja során elhunyt Maximal harcos, Dinobot Szikrája egyesült az Örök Szikrával. Kibertron bolygóján az Örök Szikrával kapcsolatban álló Orákulum (Oracle) nevű szuperszámítógép hozzáférést nyert Dinobot DNS-éhez, és egy maroknyi Maximalból létrehozta a Dinobotok csoportját, hogy harcba szálljanak Megatron Vehicon seregével.
A Beast Machines rajzfilmben nem szerepeltek, csak a képregényekre korlátozódtak.

### Wal-Mart széria
2003-ban a Wal-Mart üzletlánc kiadott egy „Dinobots” nevű játéksorozatot, amely korábbi, őslényekké alakuló Transformers figurák újrafestett változatait tartalmazta. Hat figurát adtak ki. Semmilyen történetben nem szerepeltek.

### Energon
Noha a rajzfilmben ők sem szerepeltek, az Energon játéksorozatban kijött két Dinobot figura, Grimlock és Swoop. Képesek voltak egyesülni egy nagyobb robottá, Mega Dinobot-tá.

### Power Core Combiners
Négy őslényalakot felvett, személyiség nélküli Alakváltó drón, akik egy központi tag, Grimstone végtagjait képezik, ha az robottá alakul. Nem tartozik egy történeti szálba sem, de a termékleírása szerint ő egy hatalommániás Autobot, aki tudatában van annak, hogy a gyengéket védelmezni kell. Power Core hatalma nemcsak erő-éhségét elégíti ki, hanem segíti is őt a jótevésben.

## Tagok

### G1 Dinobotok
- Mogorva (Grimlock) – Tyrannosaurus rex, de volt raptor is
- Iszap (Sludge) – Apatosaurus
- Salak (Slag) – Triceratops
- Acsargó (Snarl) – Stegosaurus
- Roham (Swoop) – Pteranodon

### Beast MachinesDinobotok
- Magmatron – három ősállatból áll, ezek: Giganotosaurus, Quetzalcoatlus és Elasmosaurus
- T-Wrecks – Tyrannosaurus rex
- Triceradon – Triceratops
- Airraptor – Archaeopteryx
- Striker – Stegosaurus
- Dinotron – Pachycephalosaurus
- Rapticon – valamilyen Dromaeosauridae-féle
- Terranotron – Pteranodon

### Wal-Mart Dinobotok
- Grimlock – Dromaeosauridae, valószínűleg Velociraptor
- Terranotron – Pteranodon
- Snarl – Stegosaurus
- Sludge – Dimetrodon
- Triceradon – Triceratops
- Slapper – Ankylosaurus

### EnergonDinobotok
- Grimlock – Tyrannosaurus rex
- Swoop – Pteranodon
- Mega-Dinobot – egyesült alak

### AnimatedDinobotok
- Grimlock – Tyrannosaurus rex
- Swoop – Pteranodon
- Snarl – Triceratops

### Power Core CombinersDinobotok
- Grimstone – Styracosaurus
- végtag-drónok:
  - egy Dimetrodon
  - egy Parasaurolophus
  - egy Pachycephalosaurus
  - egy Ankylosaurus

### Mozifilmes Dinobotok
- Mogorva (Grimlock) – Tyrannosaurus rex
- Strafe – kétfejű, kétfarkú pteroszaurusz
- Slug – Triceratops
- Scorn – Spinosaurus
- Slash – Dromaeosauridae

## További tudnivalók
- A Salak (Slag) nevű Dinobotra a Hasbro újabban a Snarl, illetve Slug nevet alkalmazza. Ez annak tudható be, hogy a „slag” szó Angliában a gyenge erkölcsű nők egyik gúnyszava, és nem akarnak ilyen nevű játékot árulni. Az Animated rajzfilmsorozatban is Snarl a Triceratops robot neve, és történik egy humoros, kettős visszautalás is az eredetire: a gazdája, Scrapper eleinte Slag-nek akarta elnevezni, de ezt a Dinobot sértésnek vette. A „slag” szó egyébként a Transformers történetekben valóban egy szitokszó.
- Létezik egy Paddles nevű Dinobot is, aki mindössze egyetlen történetben szerepel. Ez hasonló világban játszódik, mint a G1 rajzfilm, de mégsem illik bele abba a kontinuitásba. Paddles ennek ellenére az eredeti Dinobotok tiszteletbeli tagja. Egy ostoba, de szeretetreméltó robot.
- A The Beast Within című képregényben feltűnik a Dinobotok ritkán látott képessége, mely lehetővé teszi, hogy egyesüljenek egy óriásrobottá. Ebben az alakban egy förtelmes szörnyeteggé válnak, amely mindent megölne. Nemcsak a rajongók, hanem a hivatalos személyek is szeretnek eltekinteni ettől a képregénytől, mivel számos Autobot és Álca mellett a Dinobotok is meghalnak benne.
- A negyedik Transformers mozifilmben megjelenő pteroszaurusz neve eredetileg Swoop lett volna, ám mivel a készítők nagyban áttervezték a kinézetét az eredeti Swoop-hoz képest, a Strafe nevet kapta.